# Christnach Classic
De Christnach Classic is het een golftoernooi van de EPD Tour dat in Luxemburg gespeeld wordt op de Golf & Country Club Christnach. De par van de baan is 70.
In 2011 won de 26-jarige Dennis Küpper nadat hij in de tweede ronde met een score van 62 een nieuw baanrecord had gevestigd. Het was zijn eerste overwinning op de EPD Tour. 
Uitslag: Reinier Saxton -7 (T7), Rick Huiskamp -6 (T9), Pierre Relecom -6 (T9), Sven Maurits -2 (T25) en Tristan Bierenbroodspot +4 (T42).

## Winnaars
| Jaar | Winnaar       | Score | Score |
| ---- | ------------- | ----- | ----- |
| 2011 | Dennis Küpper | 195   | -15   |
| 2012 |               |       |       |